# John N. Irwin, II
Pour les articles homonymes, voir Irwin.
John Nichol Irwin, II, né le 31 décembre 1913 à Keokuk (Iowa) et mort le 28 février 2000 à New Haven (Connecticut), est un diplomate et avocat américain, principalement actif durant la guerre froide. 

## Biographie
Pendant la Seconde Guerre mondiale, il sert dans l'armée du Pacifique en tant que membre de l'État-major du général Douglas MacArthur et atteint le grade de lieutenant-colonel.
Membre du Parti républicain, Irwin est la dernière personne à occuper la fonction de sous-secrétaire d'État lorsque celle-ci est le poste de second rang du département d'État des États-Unis (1970-1972). Il est ensuite le premier à occuper la fonction qui remplace le sous-secrétariat, le secrétaire d'État adjoint des États-Unis. Dans les deux positions, son supérieur est le secrétaire d'État William P. Rogers. Par la suite, Irwin sert comme ambassadeur des États-Unis en France du 23 mars 1973 au 20 octobre 1974. 

## Source de la traduction
- (en) Cet article est partiellement ou en totalité issu de l’article de Wikipédia en anglais intitulé « John N. Irwin, II » (voir la liste des auteurs).